# エゴロック
「エゴロック」は、音声合成ソフト・鏡音レン歌唱のVOCALOID楽曲。2018年9月7日、日本のボカロP・すりぃによって発表された。

## 概要
音声合成ソフト・鏡音レン歌唱版として、2018年9月7日、「OFFICIAL」版と称されるMVがYouTube・ニコニコ動画へと投稿された。2023年12月現在、4種類のバージョン（ショートバージョン、long.ver、OFFICIAL、すりぃver.）が投稿されており、Ado、和楽器バンドなど数多くのアーティストがカバーしている。
『プロジェクトセカイ カラフルステージ! feat. 初音ミク』の楽曲として追加されている。
また、Collageというミニアルバムに、空中分解 long ver.、オルタナティブ・ブルーと一緒に収録されている。HEAUTOSCOPYというセルフカバーアルバムに収録されている。